# Eugerda intermedia
Eugerda intermedia là một loài chân đều trong họ Desmosomatidae. Loài này được Hult miêu tả khoa học năm 1936.